# 七叶皂苷
七叶皂苷（英語：Aescin）是欧洲七叶树中发现的具有抗炎、血管收缩和血管保护作用的皂苷混合物。七叶皂苷是欧洲七叶树的主要活性成分，具有其大部分药用特性。七叶皂苷的主要活性化合物是β-七叶皂苷，此外还含有其他成分，包括α-七叶皂苷、原七叶皂苷元、玉蕊醇、cryptoescin和苯并吡喃酮。
有证据表明七叶皂苷，尤其是纯β-七叶皂苷，是短期治疗慢性静脉功能不全的安全有效的药物；然而，需要更多高质量的随机对照试验来证实其有效性。欧洲七叶树提取物可能与使用压力袜一样有效且耐受性良好。

## 作用机制
七叶皂苷似乎通过多种机制产生作用。它通过增强内皮细胞对钙离子的渗透性来诱导内皮一氧化氮的合成，并诱导前列腺素F2α的释放。其他可能的机制包括血清素拮抗作用和组胺拮抗作用以及组织黏多糖分解代谢的减少。